# Manihot aipi
Manihot aipi es un arbusto a arbolito perenne, de hasta 7 m de altura y 2 dm de diámetro de tronco;  de la familia de las euforbiáceas, autóctona y extensamente cultivada en el norte de Sudamérica y México, muy cultivada por su raíz almidonosa de alto valor alimentario. Crece actualmente en todo el mundo, entre 0 y 1700 m s. n. m.
Corteza lisa, parda clara a gris amarillenta; hojas pecioladas verdes, estípulas enteras o ligeramente divididas; lobuladas.
Inflorescencias laxas, 3—5 flores en fascículos; pedicelos verde claros. Flores masculinas estaminadas: cáliz dividido en mitades, lóbulos verdes a blancas, con bandas rojizas y blancas, glabras excepto el ápice del tubo del cáliz y los lados internos de los segmentos pilosos; filamentos blancos, anteras amarillas. Flores femeninas pistiladas: cáliz verde con margen rojo, pilosas a lo largo del margen; ovario con 6 tabiques longitudinales, verdes (con líneas rosadas) a anaranjadas; pistilo y estigma blanco. Fruto subgloboso, verde (a amarillo suave, blanco, pardo oscuro), más bien liso, con 6 alas longitudinales. Semillas de 12 mm de largo.
En cultivo comercial rinde entre 12 y 16 t (120-160 qq) por ha.

## Nombres comunes
- Boniato de las Antillas, islas del Caribe
- Guacamote, México.
- Mandioca dulce, España
- Yuca comestible, yuca dulce, aipí, aipim, carapé, cicicín, guacamote, huacamote, macaxeira, mandioca blanca, mandioca dulce, mandioca mansa, quiscamote, sacharuma, yuca, yuca brava. México
- Inglés: brazilian arrowroot, cassava, tapioca
- Francés: manioc
- Tailandia: man-sampalang (general), man-samrong (Central), mam-mai (Peninsular)
- Península Malaya: hubiq khan (Semelai); ubi belanda, ubi benggala, ubi kayu
- Sumatra: oebi, oebi kajoe, oebi paid
- Java: katela djendral, pohon, pohon abang, telo markan, telotengkor (javaneses); ketela pohon (M.); sampen (sundaneses); ubi dangdur, ubi pongger (malayos); singkong, singkot pahit, ubi kaju
- Borneo: sabah: ubi kayu (malayos); ubi kayu puteh (Brunéi); sarawak: bandung kapok (Bidayuh); jabang (Iban)
- Filipinas: balangay, kamoting-kahoy (Bisaya); balanghoy (Samar-Leyte Bisaya); kahoy, kahoy patata (Ifugao); kamoting-kahoy (Tagalog); kasaba (Ilokano); sang-laykayo (Tagbanua)
- Islas Menores de la Sonda: alor: anti, batako hong kika, batako hong koeli, batako hong liking, batako kang
- Islas Molucas: halmahera: inggris; Soela Sanana: Kasbi
- Nueva Guinea: irian jaya: baundo taindi (Kuman); wateni (Kebar); Papúa New Guinea: Hofa hagaya (Okapa); kawara (Taisora); cassava, mandioca, tapiagose, tapioc, timango heme.

## Usos
Sus raíces constituyen uno de los cultivos más importantes mundiales para almidón. Principalmente para consumo humano, menos para animales y muy poco para la industria.
Esta especie está considerada dentro de las "especies dulces", por poseer un contenido menor en glucósidos cianogenéticos, que le da no solo el amargor a otras especies, sino también alta toxicidad. Así resulta más dulce. Pero, igualmente debe cocinarse y/o secarse al sol para eliminar lo tóxico. Es habitual comerla cocida como si fuese patata. También se fríe, se hacen sopas.

### Variedades dulces
- Ministerio
- Seda
- Ceibita
- Cubana
- Algodona
- Apia
- Pata de paloma
- Llanera
- Tempranita
- Blanca
- Negra